# Прогресив метъл
Прогресивният метъл (или Прогресив метъл) е поджанр в хевиметъл музиката.
Съчетава мощните, китарни рифове на метъла с комплексни композиционни структури, особен музикален такт и сложното инструментално свирене на прогресив рокa. Някои прогресивни метъл групи са повлияни и от джаз музиката. Както прогресивните рок песни, прогресивните метъл песни са обикновено много по-дълги от стандартните рок песни, и песните са често тематично свързани в концептуални албуми. Като последица, прогресивният метъл е широко разпространен в потока на видео и радио програми.

## История
Корените на прогресивния метъл може да бъдат проследени от прогресив рок групи късните 60-те и от ранните до средата на 70-те като Йес, Пинк Флойд, Джетро Тъл, Кинг Кримсън, Дженезис, Куийн и Ръш. Обаче прогресив метъла не бил се развил в жанр до средата на 1980-те години. Групи като Рейнбоу имали много качества в прогресив метъла. Групи като Fates Warning, Queensrÿche и Дрийм Тиътър взели елементи от тези прогресив рок групи – основно инстременталите и основната композиционна структура на песните-слели тях с хевиметъл стиловете, свързвани с тези на Металика и Мегадет. Резултатът може да баде описан като прогресив рок манталитет с хевиметъл звучене.
Прогресив метъла получил широко разпространение в ранните 90-те, когато „Silent Lucidity“ на Queensrÿche станал радио и MTV хит. Това не били типични прогресив метъл песни, но тяхната популярност отворила нови възможности за други прогресив метъл групи. През 1993 г. „Pull Me Under“ на „Дрийм Тиътър“ станал популярен по радиото и MTV. Групите от 90-те години като Pain of Salvation, Opeth, Ayreon, и Symphony X развили свой собствен такт. 